# Kovačica
Kovačica (eslovaco: Kovačica; serbocroata cirílico: Ковачица; húngaro: Antalfalva; rumano: Covăcița) es un municipio y villa de Serbia perteneciente al distrito de Banato del Sur de la provincia autónoma de Voivodina.
En 2011 su población era de 25 274 habitantes, de los cuales 6259 vivían en la villa y el resto en las 7 pedanías del municipio. El municipio carece de mayoría étnica, siendo los grupos étnicos principales los eslovacos (10 577 habitantes), serbios (8407 habitantes), magiares (2522 habitantes) y rumanos (1547 habitantes). Los eslovacos son mayoría en la capital municipal y en la pedanía de Padina, los magiares en Debeljača, los rumanos en Uzdin y los serbios en los demás pueblos del municipio.
Se ubica unos 20 km al norte de la capital distrital Pančevo, sobre la carretera 130 que lleva a Zrenjanin.

## Pedanías
Además de la villa de Kovačica, el municipio incluye las siguientes pedanías:
- Debeljača
- Idvor
- Padina
- Putnikovo
- Samoš
- Uzdin
- Crepaja